# (253) Mathilde
(253) Mathilde ist ein Asteroid des mittleren Hauptgürtels, der am 12. November 1885 vom österreichischen Astronomen Johann Palisa an der Universitätssternwarte Wien bei einer Helligkeit von 12 mag entdeckt wurde. Er wurde 1997 als dritter Asteroid durch eine Raumsonde aus der Nähe fotografiert.
Der Asteroid wurde vermutlich benannt zu Ehren von Mathilde Palmyre, geb. Worms (1850–1919), der Ehefrau des französischen Astronomen Maurice Loewy (1833–1907), stellvertretender Direktor des Pariser Observatoriums. Die Benennung erfolgte durch Auguste Victor Lebeuf (1859–1929), zu der Zeit Mitarbeiter am Pariser Observatorium, der erstmals die Umlaufbahn berechnet hatte.

## Wissenschaftliche Auswertung
Aus Ergebnissen der IRAS Minor Planet Survey (IMPS) wurden 1992 Angaben zu Durchmesser und Albedo für zahlreiche Asteroiden abgeleitet, darunter auch (253) Mathilde, für die damals Werte von 58,1 km bzw. 0,04 erhalten wurden.
Bei der Planung einer Mission der Raumsonde NEAR (Near-Earth Asteroid Rendezvous) zum Asteroiden (433) Eros geriet (253) Mathilde als ein Zwischenziel in den Fokus, bei dem 16 Monate nach dem Start der Raumsonde ein enger Vorbeiflug erfolgen könnte. Um das NEAR-Team bei der Missionsplanung zu unterstützen, erfolgte am 8. Februar 1995 eine bodengestützte spektroskopische Erkundung von (253) Mathilde im sichtbaren Bereich am Michigan-Dartmouth-MIT (MDM) Observatory in Arizona. Die unmittelbare Einschätzung war, dass (253) Mathilde ein Asteroid der Spektralklasse C ist, ein taxonomischer Typ, der bis dahin noch nicht von einer Raumsonde besucht worden war. Das beobachtete Spektrum lag genau zwischen den gut bekannten Spektren der größten Asteroiden (1) Ceres und (2) Pallas und ähnelte dem von kohligen Chondriten und schwarzen gewöhnlichen Chondriten.
Photometrische Messungen des Asteroiden fanden erstmals statt vom Anfang Februar bis Anfang Juni 1995 an verschiedenen Observatorien, wie dem La-Silla-Observatorium in Chile, dem Table Mountain Observatory und dem Kitt-Peak-Nationalobservatorium in Kalifornien, dem Observatoire de Haute-Provence in Frankreich sowie an der Astronomischen Einrichtung Leoncito (CASLEO) in Argentinien. Bereits die während der ersten Beobachtungen erfassten Lichtkurven wiesen auf eine sehr lange Rotationsperiode hin, woraufhin die Beobachtungsstrategie entsprechend angepasst wurde. Aus den während 52 Beobachtungsnächten aufgezeichneten Daten konnte schließlich eine Rotationsperiode von 417,7 h bzw. 17,41 Tagen abgeleitet werden. Dies war die drittlängste Periode, die bis dahin bei einem Asteroiden gemessen worden war. Es wurden aber auch Hinweise darauf gefunden, dass es weitere Periodizitäten in der Rotation von (253) Mathilde gibt, wie eine noch langsamere von etwa 31 Tagen. Wenn diese zweite Periodizität echt wäre, bestände eine mögliche Interpretation darin, dass sich (253) Mathilde in einem „angeregten“ Rotationszustand befindet mit einer Komponente, die mit der ersten Periode um die Hauptachse des Körpers rotiert, und einer Präzession der Hauptachse mit der zweiten Periode.
Um nach Variationen auf der Asteroidenoberfläche zu suchen, wurden vom 26. März bis 22. Mai 1996 am La-Silla-Observatorium mehrere Beobachtungen im sichtbaren Bereich durchgeführt. In Verbindung mit den spektroskopischen Beobachtungen von 1995 (siehe oben) zeigten die Ergebnisse, dass (253) Mathildes Oberfläche über fast die Hälfte ihrer Rotationsperiode homogen ist. Zusätzliche spektroskopische Oberflächenanalysen im sichtbaren und nah-infraroten Bereich zeigten strukturlose Spektren, ebenso wie weitere Aufnahmen im Infraroten am 25. und 26. Mai 1996 mit der Infrared Telescope Facility (IRTF) am Mauna-Kea-Observatorium auf Hawaiʻi. Die Spektraldaten passten wieder am ehesten zu erhitzten kohligen Chondriten oder schockgeschwärzten gewöhnlichen Chondriten.

## RaumsondeNEAR Shoemaker
Nach ihrem Start im Februar 1996 bestand für die Raumsonde NEAR, später in NEAR Shoemaker umbenannt, aufgrund einer nur alle sieben Jahre auftretenden günstigen Konstellation die Möglichkeit, ihr eigentliches Ziel, den Asteroiden (433) Eros, bereits nach einer kurzen Reisedauer von knapp drei Jahren zu erreichen. Etwa eine Woche vor einem dazu notwendigen Korrekturmanöver ergab sich am 27. Juni 1997 ein enger Vorbeiflug an (253) Mathilde. Wegen des großen Sonnenabstandes von etwa 2 AE und der dadurch stark eingeschränkten Stromversorgung konnte von den an Bord befindlichen Experimenten nur der Multispectral Imager (MSI) eingesetzt werden, um fotografische Aufnahmen bei verschiedenen Wellenlängen zu gewinnen. Die Schwierigkeit dabei war, dass sowohl die Ausrichtung der Solarmodule zur Sonne als auch die des MSI auf den Asteroiden mit einer ausgeklügelten Drehung der ganzen Raumsonde erreicht werden musste, da es keine Schwenkvorrichtungen gab.

Während des Vorbeiflugs von NEAR Shoemaker aufgenommene Bilderfolge von (253) Mathilde

Während einer Zeitspanne von etwa 5 Minuten vor bis 20 Minuten nach der größten Annäherung um 12:56 Uhr UT bis auf 1212 km bei einer Relativgeschwindigkeit von 9,9 km/s wurden insgesamt 534 Bilder aufgenommen, von denen 330 den Asteroiden oder Teile davon zeigten. Die Raumsonde hatte genügend Speicherkapazität, um unter Verwendung von Datenkompression mehr als 1000 Bilder zu speichern, die in 10 Stunden zur Erde übertragen werden konnten.
Der gesamte beleuchtete Teil des Asteroiden wurde dabei in Farbe mit einer Auflösung von mindestens 500 m/Pixel abgebildet, die besten Auflösungen erreichten 160 m/Pixel. Insgesamt konnten etwa 60 % der Oberfläche erfasst werden. Die Auswertung der Aufnahmen brachte folgende Ergebnisse:
- (253) Mathilde ist ein Objekt mit geringer Reflektivität und mit Hauptdurchmessern von (66 × 48 × 44) km. Der mittlere Durchmesser von 52,8 ± 2,6 km ist etwas kleiner als der zuvor durch teleskopische Beobachtungen vermutete. Die Oberflächenmorphologie wird von großen Kratern dominiert, von denen mindestens vier Durchmesser aufweisen, die mit dem Radius des Asteroiden vergleichbar sind, die beiden größten haben Durchmesser von 29 bzw. 33 km. In den Kraterwänden finden sich keine Hinweise auf eine Schichtung, jedoch Hinweise auf eine Hangabwärtsbewegung.[10]
- Aus den MSI-Aufnahmen in Verbindung mit teleskopischen Beobachtungen wurde ein photometrisches Modell für (253) Mathilde berechnet. Es konnte daraus abgeleitet werden: (253) Mathilde besitzt eine geringe geometrische Albedo von 0,05 und ist damit der dunkelste Asteroid, der bis dahin von Raumsonden beobachtet wurde. Die Reflektivität entspricht der von kohligen Chondriten und Asteroiden des C-Typs. Die Oberfläche ist sowohl hinsichtlich der Farbe als auch der Albedo äußerst homogen: Insbesondere wurden keine Farb- oder Albedo-Variationen im Zusammenhang mit Kratern festgestellt. Die photometrischen Eigenschaften ähneln stark denen des Marsmonds Phobos, eine etwas stärkere Rückstreuung könnte aber an der Oberfläche auf einen weniger porösen Regolith oder eine andere Verteilung der Regolithkorngrößen als bei diesem hinweisen.[11]
- Durch die Auswertung der gravitativen Störung (253) Mathildes auf die vorbeifliegende Raumsonde konnte auch ihre Masse auf (103 ± 4)·1015 kg bestimmt werden. Zusammen mit einer Volumenschätzung für den Asteroiden von etwa 78.000 km³ lässt diese Masse auf eine geringe Dichte von 1,3 ± 0,3 g/cm³ bei einer Porosität von 41 % schließen.[12][13]
- Die Existenz von großen Kratern und ihre unauffällige Erscheinung lassen darauf schließen, dass der Asteroid bei ihrer Entstehung keine nennenswerten Schäden davongetragen hat. Er besitzt offenbar die Fähigkeit, sehr große Einschläge ohne Zerstörung zu überstehen, weil die seismische Energie durch die Einschläge schlecht durch den restlichen Körper übertragen wird, wodurch eine gewisse mechanische Struktur aufrechterhalten werden konnte. Die übrigen Krater auf (253) Mathilde repräsentieren wahrscheinlich eine Population im Quasi-Gleichgewicht zwischen der Entstehung und Zerstörung von Kratern durch neue Einschläge. Kleine bis mittelgroße Krater von ½ bis 5 km Durchmesser weisen eine Spanne von Degradationszuständen auf, die den Kraterpopulationen auf (243) Ida ähnelt. Die sehr großen Krater dominieren (253) Mathildes Form und stellen eine einzigartig hohe räumliche Kraterdichte auf einer Planetenoberfläche dar. Ihre Entstehung war bemerkenswert ineffektiv bei der Veränderung, geschweige denn bei der Zerstörung der bestehenden Topographie, was möglicherweise auf die Eigenschaften des Materials und/oder die innere Struktur als Trümmerhaufen-Asteroid (Rubble pile) zurückzuführen sein könnte,[14] also wahrscheinlich auf einen porösen und an flüchtigen Stoffen reichen Körper. Die Porosität des Ziels dämpfte Stoßwellen und verbesserte das Überleben ohne katastrophale Zerstörung. Die Morphologie der riesigen Krater und das Fehlen offensichtlicher Auswurfmaterialien deuten möglicherweise auch auf eine Entstehung durch schräge Einschläge hin.[15]

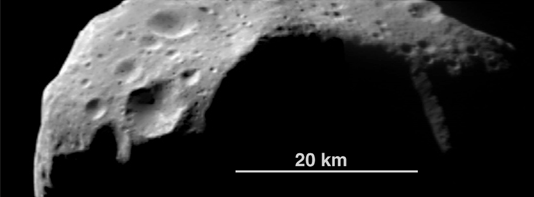
Teilansicht von (253) Mathilde, in der Bildmitte der Krater Damodar

- Studien legten nahe, dass (253) Mathildes riesige Krater eigentlich von kilometertiefen Auswurfschichten umgeben sein sollten. Die Krater weisen jedoch keine Hinweise auf eine Verfüllung durch Material auf, das bei späteren Einschlägen in der Nähe freigelegt wurde. Modellierungen deuten darauf hin, dass das Fehlen von Auswurf darauf zurückzuführen ist, dass die Aufprallenergie aufgrund der ungewöhnlich hohen Porosität des Asteroiden nur in einem kleinen Volumen untergebracht und dass fast das gesamte Material mit hoher Geschwindigkeiten in den Weltraum geschleudert wurde. Eine andere Erklärung wäre, dass die Krater hauptsächlich durch Verdichtung und nicht durch Auswurf entstanden, da aus hochporösen Asteroiden praktisch kein Material entweichen würde.[16]
- Schätzungen für die Kollisionslebensdauer von (253) Mathilde liegen im Bereich von etwa 2 bis 4 Milliarden Jahren. Ein Asteroid ihrer Größe könnte mit etwa gleicher Wahrscheinlichkeit entweder ein erodierter Urkörper oder ein jüngeres, durch Kollision entstandenes Fragment eines größeren Mutterkörpers sein. Unter der Annahme einer schwachen, porösen Struktur wären Projektile mit einem Durchmesser von 0,7 bis 3,0 km erforderlich, um die größten Krater auf (253) Mathilde zu bilden. Diese sind damit deutlich kleiner als die 4 bis 5 km großen Projektile, die erforderlich wären, um den Asteroiden zu zerstören.[17]

## Topografische Merkmale
Durch die Working Group for Planetary System Nomenclature (WGPSN) der IAU erhielten bisher 23 Krater auf (253) Mathilde offizielle Benennungen. Wegen der geringen Albedo des Asteroiden, der schwärzer als Kohle ist, wurden sie nach Kohleabbaugebieten benannt. Die größten sind Karoo, Ishikari, Damodar und Kuznetsk.

## Erforschung nachNEAR Shoemaker
Radarastronomische Beobachtungen am Arecibo-Observatorium am 16. und 20. August 2001 bei 2,38 GHz ergaben einen effektiven Durchmesser von 53 ± 4 km. Nach der Reaktivierung von NEOWISE im Jahr 2013 und Registrierung neuer Daten wurden die Werte für Durchmesser und Albedo 2015 zunächst mit 50,4 km bzw. 0,04 angegeben und dann 2016 korrigiert zu 58,9 oder 72,3 km bzw. 0,02 oder 0,03, diese Angaben beinhalten aber alle hohe Unsicherheiten.

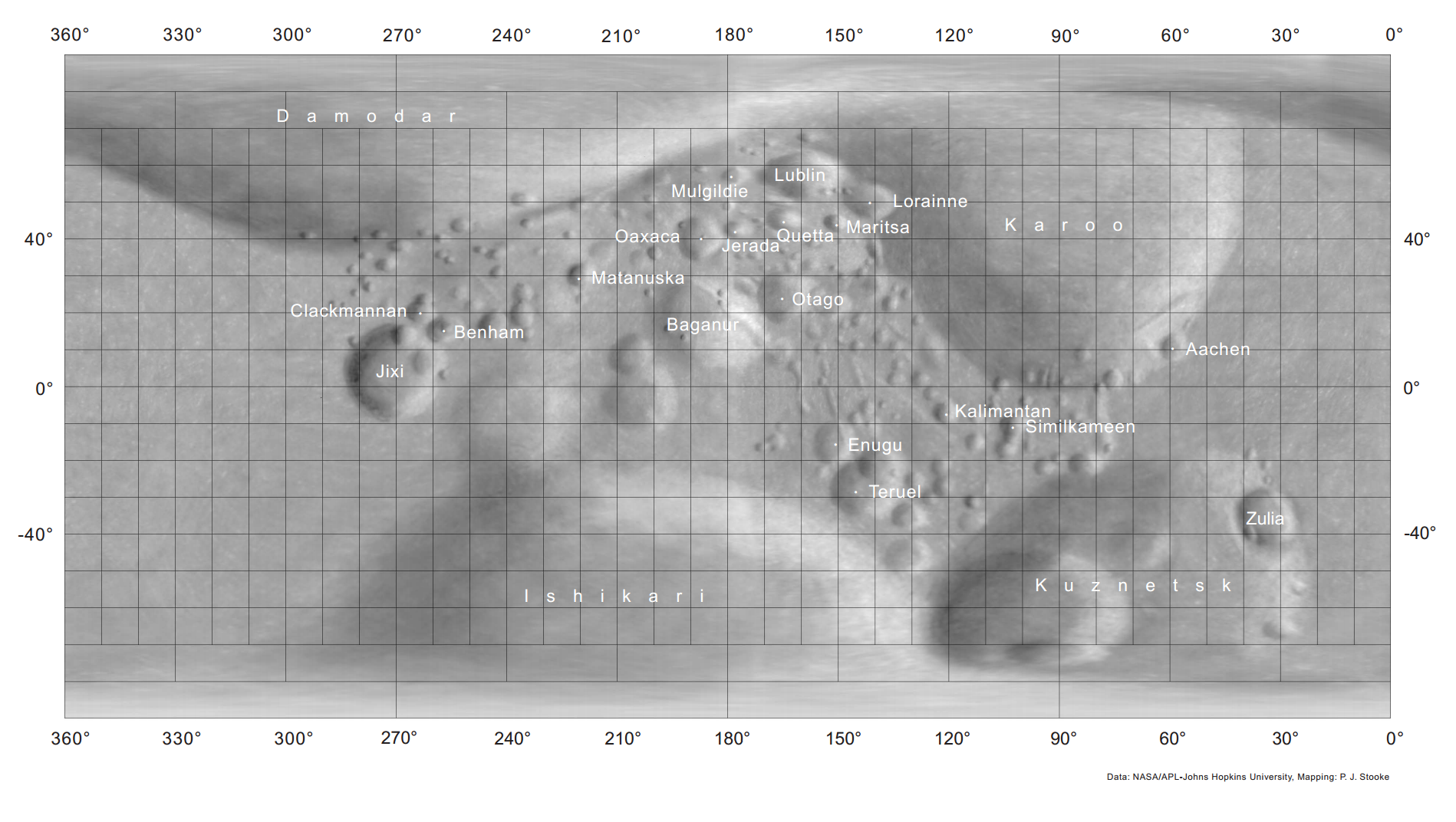
Karte von (253) Mathilde mit den bezeichneten Kratern

In einer Untersuchung von 2005 wurden noch einmal die Daten der photometrischen Beobachtungen von (253) Mathilde aus dem Jahr 1995 (siehe oben) neu bewertet. Die Rotationsperiode des Asteroiden konnte jetzt zu 418 h bestimmt werden. Allerdings wurde außerdem wieder eine doppelt-periodische Natur der Rotation bestätigt. Unter dieser Annahme einer taumelnden Bewegung ergab sich eine primäre Rotationsperiode von 419 h, überlagert von einer sekundären Periode von 250 h, jeweils mit einer Unsicherheit von ±1 Stunde. Diese ultralange Rotationsperiode könnte durch ein Kollisionsereignis, aber auch durch ein über sehr lange Zeiträume erfolgtes Abbremsen durch den YORP-Effekt verursacht worden sein.
Aus photometrischen Daten des Asteroid Terrestrial-impact Last Alert System (ATLAS) konnten in einer Untersuchung von 2015 ein Gestaltmodell des Asteroiden für eine Position der Rotationsachse mit retrograder Rotation und eine Periode von 420,06 h berechnet werden. Im Jahr 2021 wurde aus archivierten Daten und photometrischen Messungen von Gaia DR2 erneut eine Rotationsachse mit retrograder Rotation berechnet. Die Rotationsperiode wurde dabei zu 420,1026 h bestimmt.
Zwischen 2012 und 2018 wurden mit der All-Sky Automated Survey for Supernovae (ASAS-SN) auch photometrische Daten von 20.000 Asteroiden aufgezeichnet. Auf mehr als 5000 davon konnte erfolgreich die Methode der konvexen Inversion angewendet werden, darunter auch (253) Mathilde, für die in einer Untersuchung von 2021 ein verbessertes dreidimensionales Gestaltmodell für zwei alternative Rotationsachsen mit retrograder Rotation und einer Periode von 420,2 h berechnet wurde. Aus den Daten von ATLAS konnte in einer Untersuchung von 2022 mit der Methode der konvexen Inversion noch einmal eine Rotationsperiode von 420,1 h bestimmt werden.